# Майское (Карасуский район)
Майское (каз. Май) — село в Карасуском районе Костанайской области Казахстана. Входит в состав Восточного сельского округа. Находится примерно в 28 км к северо-востоку от районного центра, села Карасу. Код КАТО — 395236700.

## Население
В 1999 году население села составляло 852 человека (414 мужчин и 438 женщин). По данным переписи 2009 года в селе проживало 315 человек (156 мужчин и 159 женщин).